# Мариинский парк
Марии́нский парк (укр. Марії́нський парк, устар. Царский, Жертв Революции, Пролетарский, Советский) — парк в Киеве, расположенный напротив здания Верховной рады Украины и Мариинского дворца между улицей Михаила Грушевского и Парковой дорогой.

## История
Парк был заложен в 1874 году по инициативе императрицы Марии Александровны в связи с реконструкцией близлежащего дворца, переименованного в её честь в Мариинский. Автором проекта стал садовник А. Г. Недзельский. Прежде на этом месте находилась дворцовая площадь и военный плац, где устраивались парады.
Парк площадью 8,9 га спроектирован в пейзажном стиле. Тихий, тенистый, со старыми липами, клёнами и каштанами, парк является уникальным памятником паркового искусства прошлого. Главный вход в парк — напротив здания Верховной рады Украины и Мариинского дворца.
В парке более 80 пород деревьев, среди них — айлант, бархат амурский, бундук канадский, клён Шведлера, софора японская и др.
В ноябре 1917 года на площади около входа в парк в братской могиле были похоронены рабочие и революционные солдаты, погибшие во время Октябрьского вооружённого восстания 1917 года. 17 февраля 1918 года в братской могиле в парке было захоронено 750 человек, погибших во время Январского восстания 1918 года.
В 1973—1974 годах главный вход со стороны Советской площади (ныне — площадь Конституции) был оформлен полукруглой площадкой с двумя фонтанами.
В 1970—1980-х годах в парке действовала небольшая детская железная дорога (меньше той, что в лесопарке на Сырце).
Ввиду близости парка к зданиям, в которых размещаются органы высшей государственной власти Украины, в нём неоднократно располагались палаточные городки с протестующими против тех или иных политических решений.
В средствах массовой информации журналисты зачастую Городской и Крещатый парки именуют общим названием Мариинский парк.

## Памятники
В парке установлены памятники:
- генералу Н. Ф. Ватутину, на могиле полководца. Памятник был открыт 25 января 1948 года. Авторы — скульптор Е. В. Вучетич, архитектор Я. Б. Белопольский. Статуя Николая Ватутина из серого гранита установлена на постаменте из полированного чёрного лабрадорита. Стилобат памятника выполнен в виде мозаичного ковра (художник С. А. Кириченко; исполняли художники К. К. Сороченко, Н. Г. Клейн, Л. Е. Хаютина, Т. А. Шиловская, Б. А. Корин). Общая высота памятника — 8,55 м.
- А. В. Иванову, гранитное надгробие на могиле.
- распустившимся каштанам.

Демонтированы в рамках декоммунизации
- героям Октябрьского восстания 1917 года, на братской могиле рабочих и солдат, погибших во время восстания за Советскую власть в Киеве в ноябре 1917 года. Памятник был установлен в 1927 году (архитектор В. М. Онащенко) перед входом в парк. Во время Великой Отечественной войны памятник был разрушен. Восстановлен и открыт 6 ноября 1948 года (архитектор 3. С. Чечик). Пьедестал — из чёрного мрамора, на нём — чаша из красного гранита. Общая высота памятника — 2,5 м. Весной 2014 года был разрушен вновь.
- участникам Январского вооружённого восстания 1918 года, на братской могиле участников восстания. Нынешний памятник был открыт 21 декабря 1967 года. Бронзовая фигура рабочего высотой 4 м, поднимающего знамя революции, установлена на постаменте высотой 2,5 м из чёрного лабрадорита. Скульпторы В. П. Винайкин и В. В. Климов, архитектор В. Г. Гнездилов.

## Во время Евромайдана
8 декабря 2013 года протестующими в Городском парке была поломана часть скамеек, из которых сделали баррикады. Во время массовых антиправительственных выступлений, 26 января 2014 года, после поджога протестующими автомобильных покрышек на мосту влюблённых над Петровской аллеей, соединяющему Городской и Крещатый парки, сгорело около 3 метров деревянного покрытия моста. Нынешний мост был сооружен в 1983 году как точная копия моста, построенного в 1910 году по проекту Е. О. Патона.
В декабре 2013 года в Мариинском парке под защитой сотрудников правоохранительных органов проходили ежедневные акции сторонников действующей власти (так называемый Антимайдан). На митинги подвозили участников из разных регионов Украины, преимущественно из восточных и южных областей.

## Галерея

Памятник генералу Ватутину
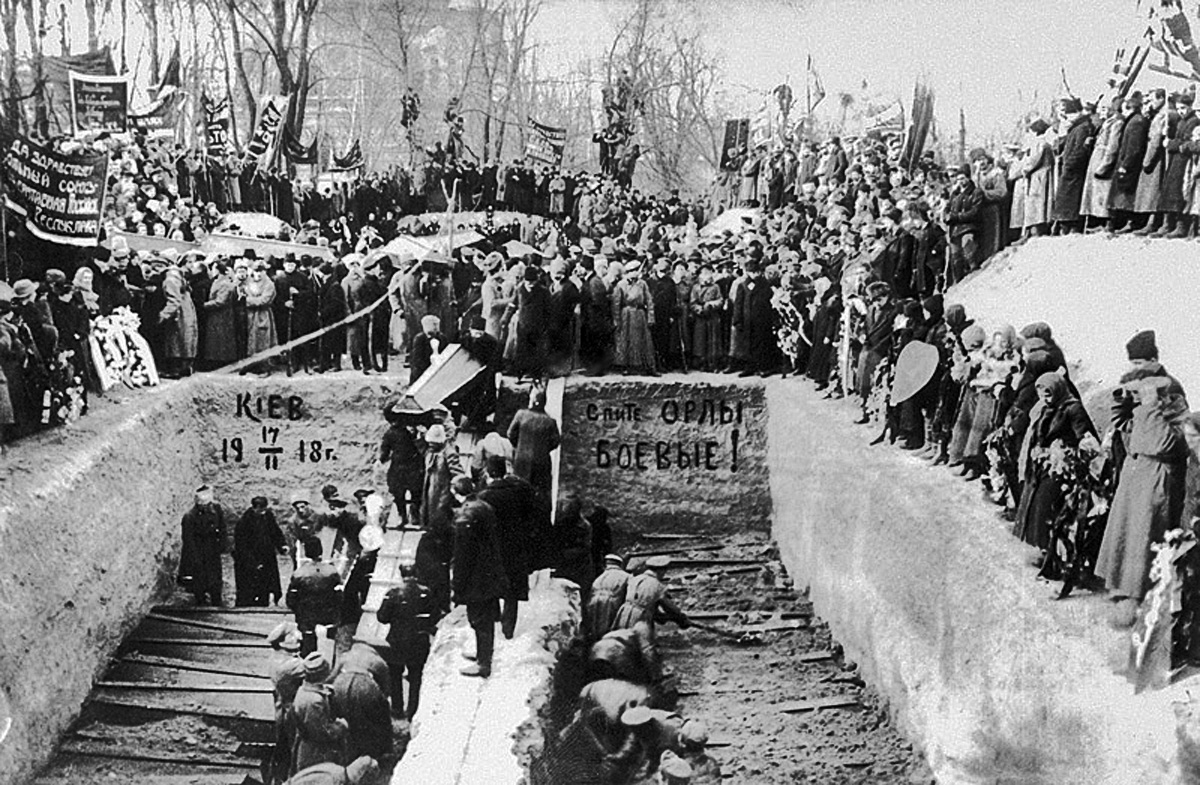
Похороны в братской могиле 750 участников Январского восстания, 17 февраля 1918 года
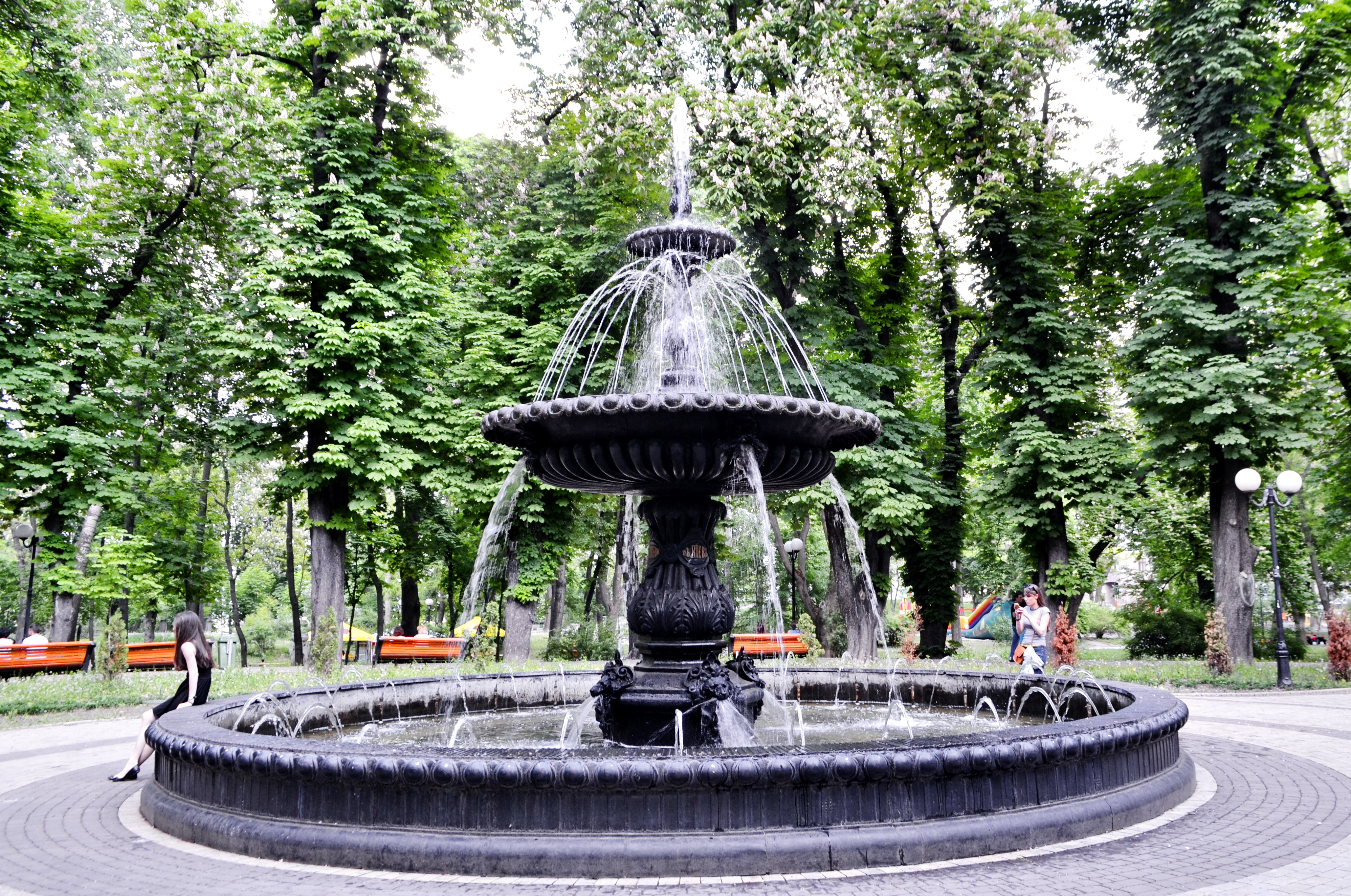
Фонтан в парке
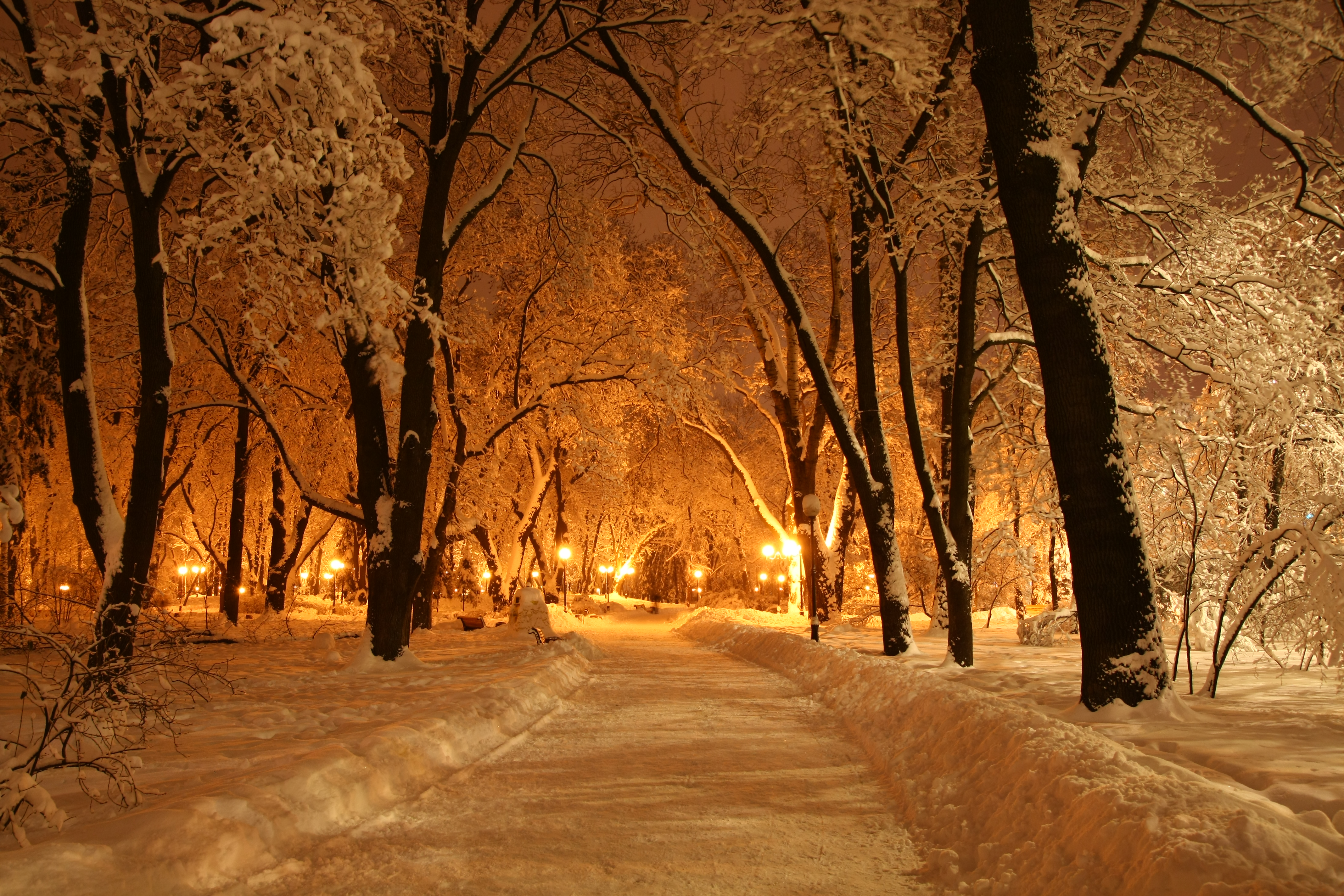
На аллеях парка зимой
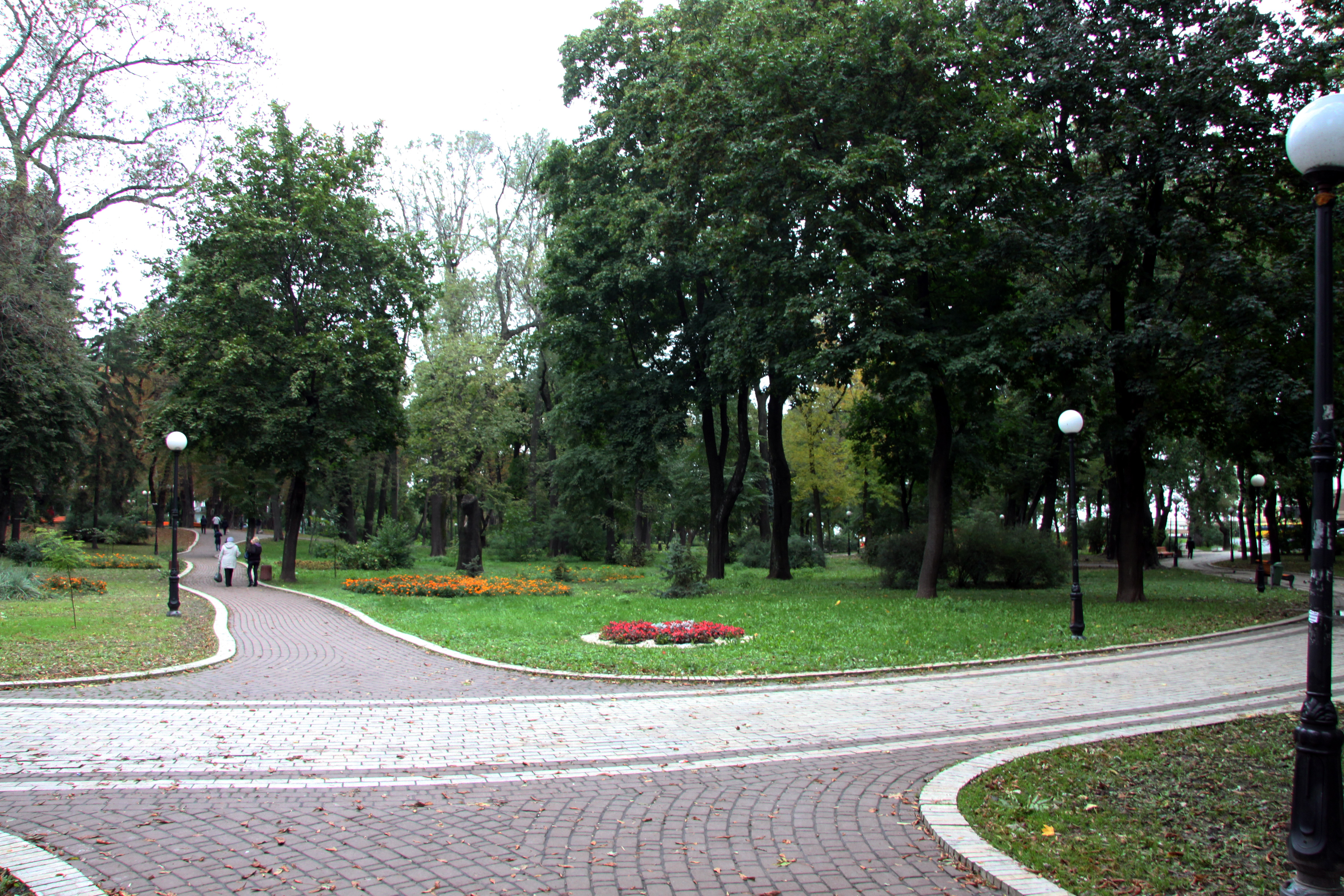
Парковые аллеи
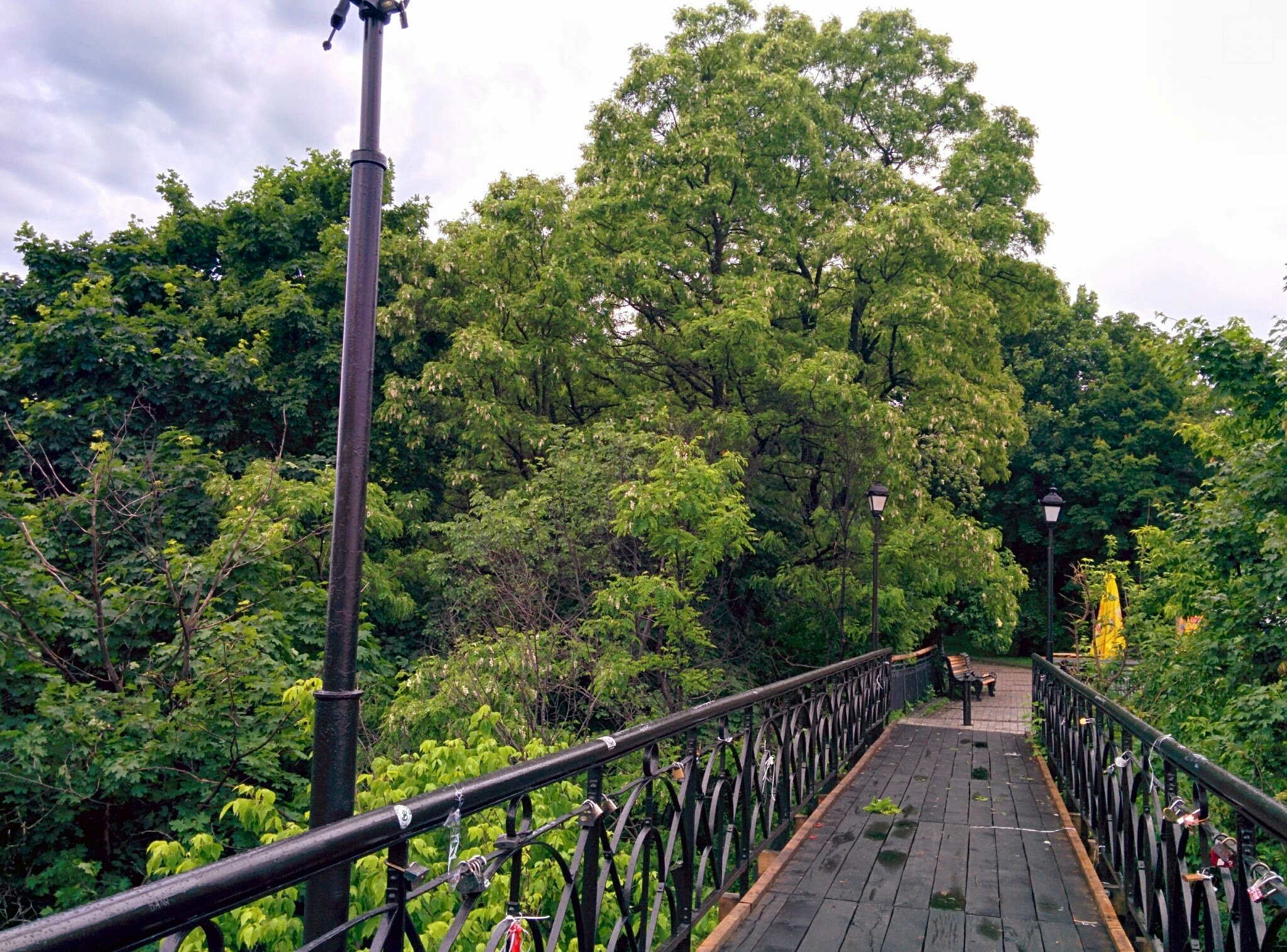
Парковый мост